# Hemidactylus lamaensis
Hemidactylus lamaensis là một loài thằn lằn trong họ Gekkonidae. Loài này được Ullenbruch, Grell & Böhme mô tả khoa học đầu tiên năm 2010.